# Улі Фос
Улі Фос (нім. Uli Vos, 2 вересня 1946 — 1 грудня 2017) — німецький хокеїст на траві.
Олімпійський чемпіон 1972 року.